# 大瓦韦
大瓦韦（学名：Lepisorus macrosphaerus f. macrosphaerus）为水龙骨科瓦韦属瓦韦下的一个变型。